# 스타뉴스
스타뉴스는 머니투데이의 연예 전문 매체이다.

## 연혁
- 2004년 9월  스타뉴스 출범
- 2009년 11월 (주)스타뉴스 독립 법인 설립
- 2012년 12월 스포츠뉴스 콘텐츠 추가

## 계열사
- 아이즈 (잡지)